# 동소체

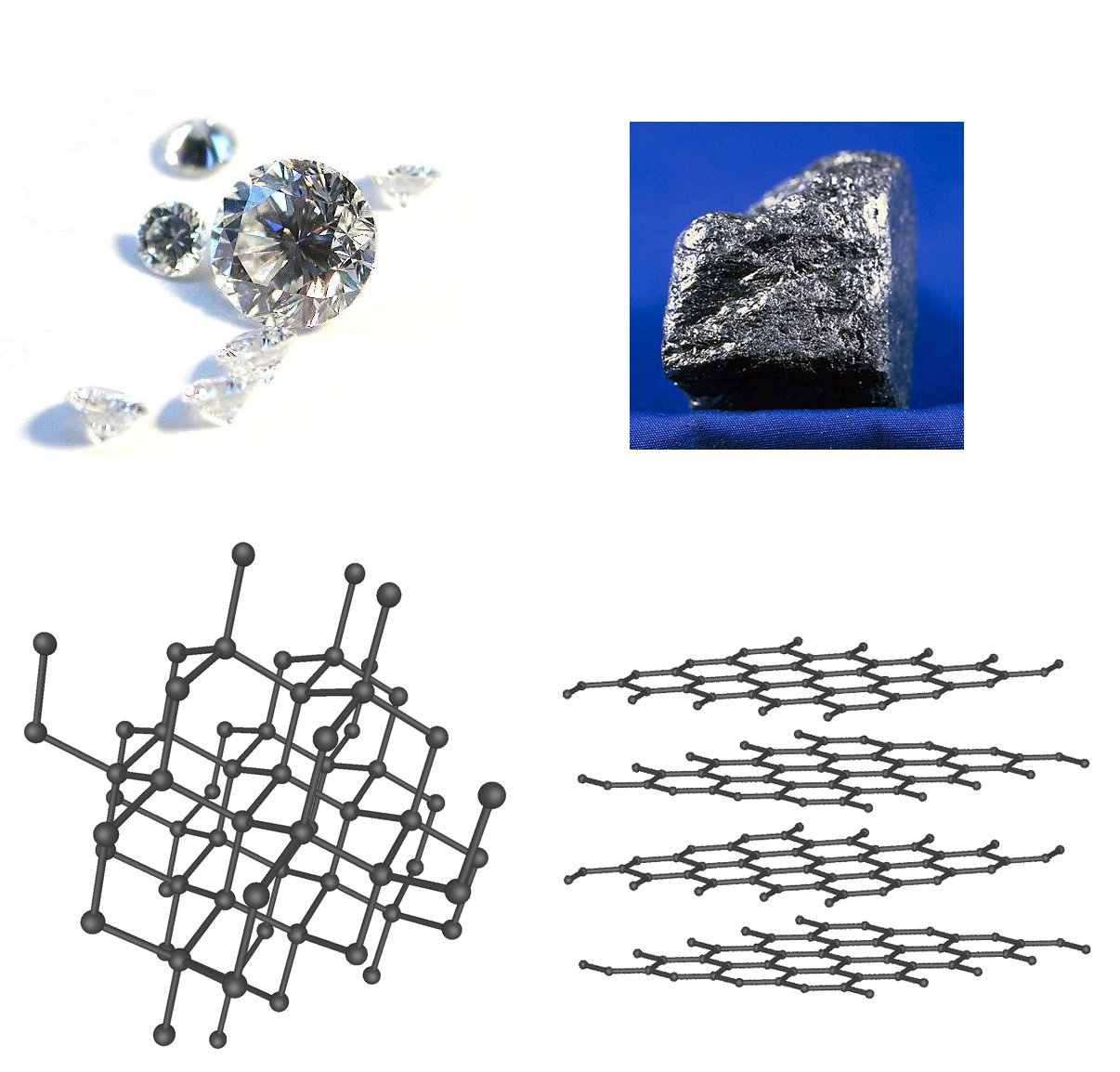
다이아몬드와 흑연은 탄소의 동소체이다.

동소체(同素體, Allotropy 또는 allotropism)는 '다른'을 뜻하는 고대 그리스어 ἄλλος(Allos)과 '방식, 형태'를 뜻하는 τρόπος(Tropos)의 합성어이다. 동소체는 한 종류의 원소로 이루어졌으나 그 성질이 다른 물질로 존재할 때, 이 여러 형태를 부르는 이름이다. 이는 원소 하나가 다른 여러 방식으로 결합되어 있다. 예를 들면, 탄소의 동소체에는 다이아몬드(탄소 원자가 사면체 격자 배열로 결합됨), 흑연(탄소 원자가 육각형 격자구조 판처럼 결합됨), 그래핀(흑연의 판 중 하나) 및 풀러렌(탄소 원자가 구형, 관형, 타원형으로 결합됨)이 포함된다. 동소체라는 말은 원소에만 쓰이고, 화합물에는 쓰이지 않는다. 이 용어는 옌스 야코브 베르셀리우스가 처음 사용했다.

## 예
- 탄소: 흑연, 다이아몬드, 풀러렌, 탄소 나노튜브, 그래핀 ...
- 산소: 산소(O2), 오존(O3), 사산소(O4)
- 인: 백린, 적린, 흑린, 황린
- 황: 단사황, 사방황, 고무상황

## 같이 보기
- 이성질체